# Ernani
Ernani è un'opera in quattro atti di Giuseppe Verdi su libretto di Francesco Maria Piave, tratta dal dramma di Victor Hugo Hernani.

## Storia
La prima rappresentazione si svolse al Teatro La Fenice di Venezia il 9 marzo 1844 e fu un successo. Gli interpreti coinvolti furono:

| Personaggio                           | Interprete                                         | Registro vocale |
| ------------------------------------- | -------------------------------------------------- | --------------- |
| Ernani                                | Carlo Guasco                                       | tenore          |
| Don Carlo                             | Antonio Superchi                                   | baritono        |
| Silva                                 | Antonio Selva                                      | basso           |
| Elvira                                | Sophie Löwe                                        | soprano         |
| Giovanna                              | Laura Saini                                        | soprano         |
| Don Riccardo                          | Giovanni Lanner                                    | tenore          |
| Jago                                  | Andrea Bellini                                     | basso           |
| Scene                                 | Francesco Bagnara, realizzazione di Pietro Venier  |                 |
| Maestro del coro                      | Luigi Carcano                                      |                 |
| Maestro al cembalo                    | Giuseppe Verdi (per tre recite), poi Luigi Carcano |                 |
| Primo violino e direttore d'orchestra | Gaetano Mares                                      |                 |

## Trama

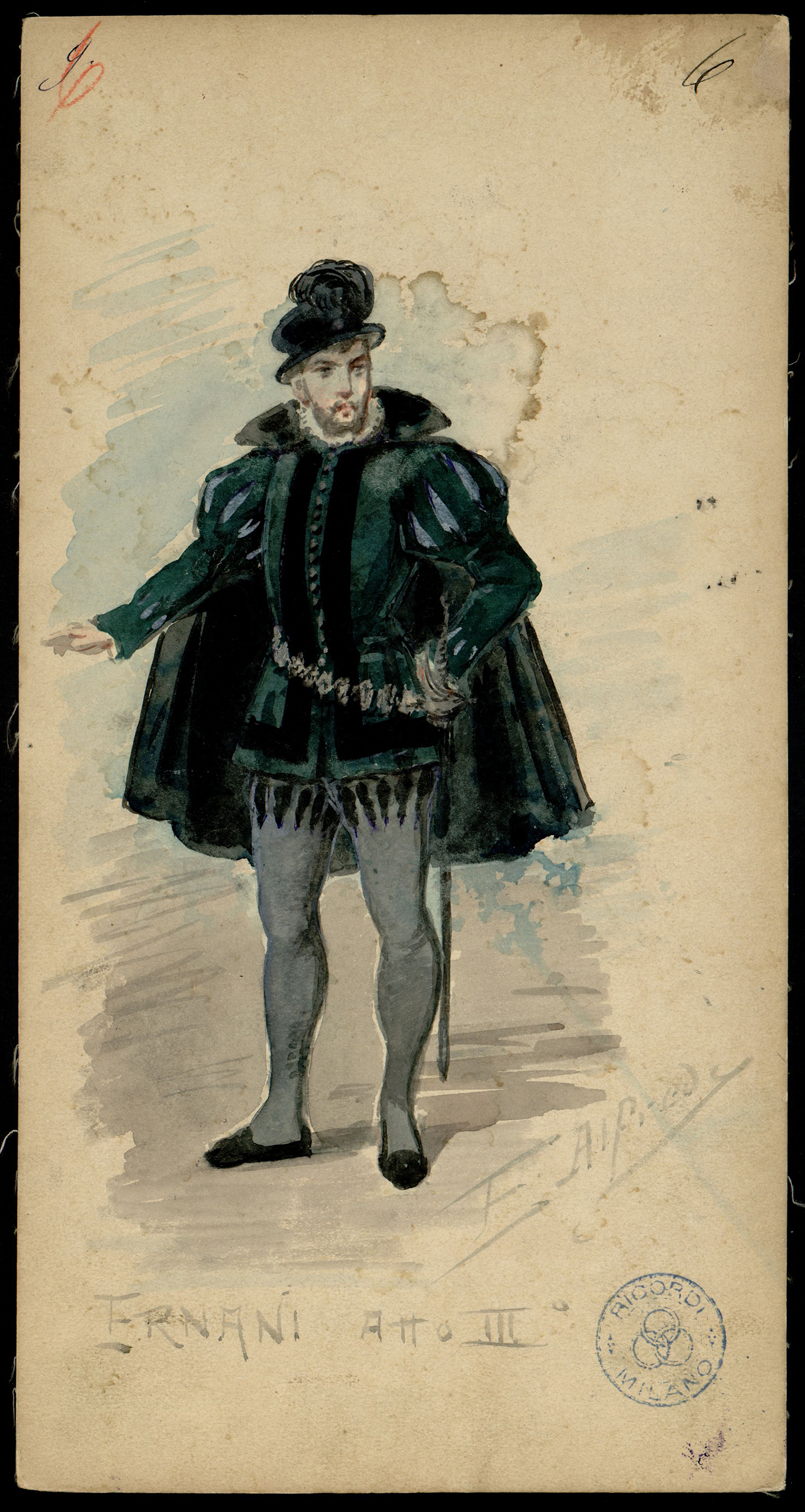
Ernani (tenore), figurino per Ernani atto 3 (1881). Archivio Storico Ricordi

L'azione si svolge in Spagna e ad Aquisgrana nel 1519.

### Atto I – "Il bandito"
Ernani (in realtà dietro questo nome si nasconde Don Giovanni d'Aragona) è a capo di un gruppo di banditi con i quali vuole sollevare una rivolta contro il re Carlo per spodestarlo e vendicare l'uccisione del padre. Si reca di nascosto al castello di Silva per incontrarne la nipote Elvira della quale è innamorato e ricambiato, nonostante ella sia già promessa allo zio. Qui si trova già in incognito Carlo, anch'egli innamorato di Elvira. Essa lo riconosce, ma lo respinge e di fronte alla sua insistenza non esita a prendergli il pugnale per difendere il proprio onore. Ernani irrompe in scena per proteggere Elvira, ma il re lo riconosce e lo esorta alla fuga. Anche Silva entra all'improvviso sdegnato per l'attentato al suo onore da parte di Carlo, ma lo riconosce e gli rende omaggio. Carlo infine concede ad Ernani di scappare.

### Atto II – "L'ospite"
La rivolta capeggiata da Ernani è fallita ed egli chiede ospitalità travestito da pellegrino al castello di Silva, il quale gli comunica che sta per sposare Elvira. Ernani sconvolto si rivela ed offre come dono nuziale la sua testa. All'inseguimento di Ernani giunge al castello Carlo, ma Silva legato al vincolo dell'ospitalità lo nasconde affinché non sia trovato. Non riuscendo a scoprire Ernani, Carlo lascia il castello intimando ad Elvira di seguirlo. Ernani quindi decide di rivelare a Silva che anche Carlo è innamorato di Elvira, esortandolo a vendicare l'offesa recata al suo onore. I due stringono un patto, Ernani consegna un corno a Silva, il quale quando vorrà la sua morte non dovrà far altro che suonarlo tre volte.

### Atto III – "La clemenza"
I due congiurati si recano ad Aquisgrana sulla tomba di Carlo Magno, ma sono stati preceduti da Carlo, il quale rivendica il trono imperiale. Ernani e Silva decidono di ucciderlo e tirano a sorte su chi debba eseguire la sentenza, ed esce Ernani. Dopo che Ernani e Silva hanno nuovamente giurato, appare Carlo – ora imperatore - con il suo seguito e decreta la morte di Ernani e Silva. L'intervento di Elvira fa cedere Carlo, che la concede in sposa ad Ernani oltre a salvargli la vita. Silva intanto medita vendetta.

### Atto IV – "La maschera"
Nel castello di Don Giovanni d'Aragona fervono i preparativi per le nozze. Mentre tutti si abbandonano alla gioia si sentono risuonare tre fiati di corno. È Silva, che fa valere il giuramento stipulato con Ernani. Egli cerca di commuoverlo e di farlo ritornare sui suoi passi, ma alla fine si toglie la vita e sul suo corpo esanime si accascia anche Elvira.

## Finale dell'atto II
Rispetto al libretto originale dell'opera, esiste anche un finale alternativo del II atto, scritto da Verdi nel 1845 per il tenore Nicolai Ivanov. Questa seconda versione del finale, che è quello solitamente rappresentato, comprende tre nuove scene, con l'aria di Ernani Odi il voto, o grande Iddio, e il coro finale dei briganti.

## Brani celebri
- Come rugiada al cespite, Ernani
- Ernani, Ernani involami, Elvira
- Che mai vegg'io? ... Infelice... e tuo credevi! ... Infin che un brando vindice, Silva
- Vieni meco, sol di rose, Carlo
- Oh, de' verd'anni miei, Carlo
- Si ridesti il leon di Castiglia, coro

## Numeri musicali

### Atto I
- 1 Preludio
- 2 Introduzione
  - Coro Evviva!... beviamo (Ribelli e Banditi) Scena I-II
- 3 Recitativo e Cavatina di Ernani
  - Recitativo Ernani pensoso! - Mercé, diletti amici (Coro, Ernani) Scena II
  - Cavatina Come rugiada al cespite (Ernani) Scena II
  - Tempo di mezzo Si rapisca... (Ernani, Coro) Scena II
  - Cabaletta O tu, che l'alma adora (Ernani, Coro) Scena II
- 4 Cavatina di Elvira
  - Scena Surta è la notte (Elvira) Scena III
  - Cavatina Ernani!... Ernani, involami (Elvira) Scena III
  - Tempo di mezzo Quante d'Iberia giovani (Ancelle, Elvira) Scena IV
  - Cabaletta Tutto sprezzo, che d'Ernani (Elvira, Ancelle) Scena IV
- 5 Scena, Duetto, Terzetto
  - Scena Fa' che a me venga... (Carlo, Giovanna, Elvira) Scena V-VI-VII
  - Duetto Da quel dì che t'ho veduta (Carlo, Elvira) Scena VII
  - Scena Non t'ascolto... mia sarai... (Carlo, Elvira, Ernani) Scena VII-VIII
  - Terzetto Tu se' Ernani!... mel dice lo sdegno (Carlo, Ernani, Elvira) Scena VIII
- 6 Finale I
  - Scena Che mai vegg'io! (Silva) Scena IX
  - Cavatina Infelice!... e tuo credevi (Silva) Scena IX
  - Tempo di mezzo L'offeso onor, signori (Silva) Scena IX
  - Cabaletta Infin che un brando vindice (Silva) Scena IX
  - Scena Uscite... - Ma, signore... (Silva, Ernani, Carlo, Jago, Riccardo, Elvira) Scena IX-X
  - Settimino Vedi come il buon vegliardo (Carlo, Riccardo, Silva, Ernani, Elvira, Jago, Giovanna, Coro) Scena X
  - Seguito del Finale I Mio signor, dolente io sono... (Silva, Carlo, Elvira, Ernani) Scena X
  - Stretta del Finale I Io tuo fido?... (Ernani, Elvira, Carlo, Silva, Riccardo, Giovanna, Jago, Coro) Scena X

### Atto II
- 7 Introduzione
  - Coro Esultiamo!... Letizia ne innondi... (Coro) Scena I
- 8 Recitativo e Terzetto
  - Recitativo Jago, qui tosto il pellegrin adduci (Silva, Ernani, Elvira) Scena II-III
  - Terzetto Oro, quant'oro ogni avido (Ernani, Elvira, Silva) Scena III
  - Scena In queste mura ogn'ospite (Silva) Scena III
  - Duettino Tu perfida... Come fissarmi ardisci? (Ernani, Elvira) Scena IV
  - Seguito del Terzetto Scellerati, il mio furore (Silva, Jago, Ernani) Scena V-VI-VII
  - Stretta del Terzetto No, vendetta più tremenda (Silva, Ernani, Elvira) Scena VII
- 9 Gran Scena e Aria di Carlo
  - Gran Scena Cugino, a che munito (Carlo, Silva, Riccardo) Scena VIII
  - Aria Lo vedremo, veglio audace (Carlo, Silva) Scena IX
  - Tempo di mezzo Fu esplorata del castello (Coro, Carlo, Elvira, Silva) Scena X-XI
  - Cabaletta Vieni meco, sol di rose (Carlo, Elvira, Giovanna, Riccardo, Silva, Coro) Scena XI
- 10 Duetto di Ernani e Silva. Finale II
  - Scena Vigili pure il ciel sempre su te (Silva) Scena XII
  - Duetto Esci... a te... scegli... seguimi (Silva, Ernani) Scena XIII-XIV
  - Finale In arcion, in arcion cavalieri (Silva, Ernani, Cavalieri) Scena XIV

### Atto III
- 11 Scena a Aria di Carlo
  - Scena È questo il loco?... (Carlo, Riccardo) Scena I
  - Recitativo Gran Dio! costor sui sepolcrali marmi (Carlo) Scena II
  - Aria Oh de' verd'anni miei (Carlo) Scena II
- 12 Congiura
  - Scena «Ad augusta!» - Chi va là? (Coro, Silva, Ernani, Jago) Scena III-IV
  - Inno Si ridesti il Leon di Castiglia (Ernani, Jago, Silva, Coro) Scena IV
- 13 Finale III
  - Scena Qual rumore!! (Coro, Carlo, Riccardo, Ernani) Scena V-VI
  - Finale III Io son conte, duca sono (Ernani, Carlo, Elvira) Scena VI
  - Settimino O sommo Carlo (Carlo, Silva, Elvira, Ernani, Giovanna, Jago, Riccardo, Coro) Scena VI

### Atto IV
- 14 Festa da Ballo
  - Coro Oh, come felici gioiscon gli sposi! (Coro) Scena I-II-III
- 15 Gran Scena e Terzetto finale
  - Gran Scena Cessaro i suoni, disparì ogni face (Ernani, Elvira, Silva) Scena IV-V
  - Terzetto Ferma, crudele, estinguere (Elvira, Silva, Ernani) Scena VI

## Discografia
| Anno | Cast (Ernani, Elvira, Don Carlo, Silva)                               | Direttore             | Etichetta         |
| ---- | --------------------------------------------------------------------- | --------------------- | ----------------- |
| 1951 | Gino Penno, Caterina Mancini, Giuseppe Taddei, Giacomo Vaghi          | Fernando Previtali    | Fonit Cetra       |
| 1956 | Mario Del Monaco, Zinka Milanov, Leonard Warren, Cesare Siepi         | Dimitri Mitropoulos   | Arkadia           |
| 1957 | Mario Del Monaco, Anita Cerquetti, Ettore Bastianini, Boris Christoff | Dimitri Mitropoulos   | Mýto              |
| 1965 | Franco Corelli, Leontyne Price, Mario Sereni, Cesare Siepi            | Thomas Schippers      | G. O. P.          |
| 1967 | Carlo Bergonzi, Leontyne Price, Mario Sereni, Ezio Flagello           | Thomas Schippers      | RCA               |
| 1969 | Bruno Prevedi, Montserrat Caballé, Peter Glossop, Boris Christoff     | Gianandrea Gavazzeni  | Living Stage      |
| 1969 | Plácido Domingo, Raina Kabaivanska, Carlo Meliciani, Nicolai Ghiaurov | Antonino Votto        |                   |
| 1972 | Franco Corelli, Ilva Ligabue, Piero Cappuccilli, Ruggero Raimondi     | Oliviero De Fabritiis | Golden Age        |
| 1982 | Giorgio Casellato Lamberti, Sylvia Sass, Lajos Miller, Kolos Kovats   | Lamberto Gardelli     | Hungaroton        |
| 1982 | Plácido Domingo, Mirella Freni, Renato Bruson, Nicolai Ghiaurov       | Riccardo Muti         | EMI               |
| 1987 | Luciano Pavarotti, Joan Sutherland, Leo Nucci, Paata Burchuladze      | Richard Bonynge       | Decca             |
| 1991 | Vincenzo La Scola, Daniela Dessì, Paolo Coni, Michele Pertusi         | Giuliano Carella      | Nuova Era         |
| 1998 | Neil Shicoff, Michele Crider, Carlos Alvarez, Roberto Scandiuzzi      | Seiji Ozawa           | Orfeo             |
| 2005 | Marco Berti, Susan Neves, Carlo Guelfi, Giacomo Prestia               | Antonello Allemandi   | Dynamic           |
| 2009 | Fabio Armiliato, Daniela Dessì, Lucio Gallo, Giacomo Prestia          | Bruno Campanella      | SoloVoce          |
| 2020 | Sung Kyu Park, Leah Gordon, Marian Pop, Pavel Kudinov                 | Marcus Bosch          | Coviello Classics |

## Videografia
| Anno | Cast (Ernani, Elvira, Don Carlo, Silva)                                    | Direttore           | Regista               | Etichetta       |
| ---- | -------------------------------------------------------------------------- | ------------------- | --------------------- | --------------- |
| 1982 | Plácido Domingo, Mirella Freni, Renato Bruson, Nicolai Ghiaurov            | Riccardo Muti       | Luca Ronconi          | Warner Classics |
| 1983 | Luciano Pavarotti, Leona Mitchell, Sherrill Milnes, Ruggero Raimondi       | James Levine        | Pier Luigi Samaritani | Decca           |
| 2005 | Marco Berti, Susan Neves, Carlo Guelfi, Giacomo Prestia                    | Antonello Allemandi | Pier'Alli             | Dynamic         |
| 2013 | Roberto Aronica, Dimitra Theodossiou, Ivan Inverardi, Ferruccio Furlanetto | Roberto Polastri    | Beppe De Tomasi       | Rai             |
| 2017 | Ramon Vargas, Svetla Vassilieva, Ludovic Tézier, Alexander Vinogradov      | Daniele Callegari   | Jean-Louis Grinda     | Arthaus         |